# Épisodes de La Source
Cet article présente les épisodes de la série télévisée française La Source.

## Distribution

### Acteurs principaux
- Flore Bonaventura : Marie Voisin
- Christophe Lambert : John Lacanal
- Clotilde Courau : Claire Perrini
- Maruschka Detmers : Esther Lacanal
- Édouard Montoute : François Kalder
- Gérald Laroche : Armel Dubois
- Pascal Demolon : Daniel Bazin
- Frédéric Épaud : Hervé Voisin
- Étienne Durot : Vincent Voisin
- Jean-Alain Velardo : Félix
- Pierre Boulanger : Simon Dubois
- Éric Savin : Christophe
- Michel Bompoil : Jérôme Tessier
- Cécile Rebboah : Véronique
- Tristan Aldon : Walter Lacanal
- Aeryn Ptak : Suzy Lacanal
- Vincent Jouan : Richard Delaunay
- Fedele Papalia : Roberto
- Jérôme Keen : le Squid, le supérieur de Kalder
- Angèle François : Alexandra Perrini
- Jean-Claude Leguay : le prof à la fac

## Liste des épisodes

### Épisode 1
- Belgique : 4 septembre 2013 sur La Deux
- France : 18 septembre 2013 sur France 2

- France : 3,313 millions de téléspectateurs (12,4 % de part de marché)[réf. souhaitée]

### Épisode 2
- Belgique : 4 septembre 2013 sur La Deux
- France : 18 septembre 2013 sur France 2

- France : 3,313 millions de téléspectateurs (12,4 % de part de marché)[réf. souhaitée]

### Épisode 3
- Belgique : 11 septembre 2013 sur La Deux
- France : 25 septembre 2013 sur France 2

- France : 2,737 millions de téléspectateurs (10,6 % de part de marché)[réf. souhaitée]

### Épisode 4
- Belgique : 11 septembre 2013 sur La Deux
- France : 25 septembre 2013 sur France 2

- France : 2,737 millions de téléspectateurs (10,6 % de part de marché)[réf. souhaitée]

### Épisode 5
- Belgique : 18 septembre 2013 sur La Deux
- France : 2 octobre 2013 sur France 2

- France : 2,658 millions de téléspectateurs (10,4 % de part de marché)[réf. souhaitée]

### Épisode 6
- Belgique : 18 septembre 2013 sur La Deux
- France : 2 octobre 2013 sur France 2

- France : 2,658 millions de téléspectateurs (10,4 % de part de marché)[réf. souhaitée]